# Donji Meljani
Donji Meljani falu Horvátországban Verőce-Drávamente megyében. Közigazgatásilag Szalatnokhoz tartozik. Nevének előtagja az innen 17 km-re délre fekvő, Atyinához tartozó Gornji Meljanitól különbözteti meg.

## Fekvése
Verőcétől légvonalban 21, közúton 23 km-re délkeletre, községközpontjától 7 km-re északnyugatra, Nyugat-Szlavóniában, a Drávamenti-síkságon, a Papuk-hegység északi lábánál, Bisztrica és Sladojevci között fekszik. A Drávamenti (Varasd-Eszék) főút és a Zágráb-Eszék vasútvonal is áthalad rajta.

## Története
A falu a török uralom idején keletkezett, amikor a környező földek megművelésére 17. században Boszniából pravoszláv vlachokat telepítettek ide. Neve a malom jelentésű „mlina (meljane)” főnévből származik. A malom egykor a Papuk-hegységből eredő patak mellett állt. A falu a Pozsegai szandzsákhoz tartozott. Lakossága a térség 1684-ben történt a török uralom alóli felszabadítása idején is megmaradt. A 18. században a verőcei uradalom része lett. 1763-ban Gorski kotar vidékéről 10 katolikus horvát családot telepítettek le itt.
Az első katonai felmérés térképén „Dorf Meliani” néven találjuk. Lipszky János 1808-ban Budán kiadott repertóriumában „Melyani” néven szerepel. Nagy Lajos 1829-ben kiadott művében „Melyani” néven 39 házzal, 96 katolikus és 100 ortodox vallású lakossal szerepel.
Verőce vármegye Szalatnoki járásának része volt. 1857-ben 257, 1910-ben 333 lakosa volt. 1910-ben a népszámlálás adatai szerint lakosságának 53%-a horvát, 33%-a szerb, 8%-a német, 6%-a magyar anyanyelvű volt. Az I. világháború után 1918-ban az új szerb-horvát-szlovén állam, majd később (1929-ben) Jugoszlávia része lett. 1991-ben lakosságának 75%-a horvát, 25%-a szerb nemzetiségű volt. 2011-ben a településnek 259 lakosa volt.

## Lakossága
| Lakosság változása | Lakosság változása | Lakosság változása | Lakosság változása | Lakosság változása | Lakosság változása | Lakosság változása | Lakosság változása | Lakosság változása | Lakosság változása | Lakosság változása | Lakosság változása | Lakosság változása | Lakosság változása | Lakosság változása | Lakosság változása |
| ------------------ | ------------------ | ------------------ | ------------------ | ------------------ | ------------------ | ------------------ | ------------------ | ------------------ | ------------------ | ------------------ | ------------------ | ------------------ | ------------------ | ------------------ | ------------------ |
| 1857               | 1869               | 1880               | 1890               | 1900               | 1910               | 1921               | 1931               | 1948               | 1953               | 1961               | 1971               | 1981               | 1991               | 2001               | 2011               |
| 257                | 282                | 278                | 317                | 352                | 333                | 301                | 322                | 350                | 381                | 402                | 376                | 348                | 296                | 241                | 259                |

## Gazdaság
A falu mellett téglagyár működik, mely az egyik legnagyobb ebben a térségben. Ezen kívül egy modern csirketelep és néhány kisebb állatfarm működik a területén. A lakosság főként a mezőgazdaságból él. Főbb termények a gabona, a zöldség, a hegyes területeken pedig a szőlő és gyümölcs.

## Nevezetességei
Urunk színeváltozása tiszteletére szentelt pravoszláv parochiális temploma 1793-ban épült. 1981-ben egy földrengés súlyosan megrongálta. Ma elég rossz állapotban van.

## Oktatás
A helyi iskola 1856-ban kezdte meg működését az akkori káplán vezetése alatt. Akkoriban öt falu gyermekei jártak ide. A legnagyobb tanulói létszámot a 19. század végén érte el, amikor 117 tanulója volt. Az iskola mai épülete 2001-ben nyílt meg. Ma alsó tagozatos területi iskola működik benne.